# Lola Novaković
Zorana Lola Novaković (Beograd, 25. travnja 1935. — Beograd, 3. travnja 2016.) bila je jugoslavenska i srpska pjevačica izuzetno popularna tijekom 1960-ih i 1970-ih godina prošlog stoljeća.

## Životopis
Lolin otac Milan Novaković,  bio je predratni beogradski trgovac, a majka Radmila, Zagrepčanka podrijetlom iz Žumberka. Lola je počela pjevati s orkestrom Pet Adrijatika 1953. Pred kraj 1957. godine počela je nastupati u beogradskom lokalu Stambol-kapiji, zajedno sa zagrebačkim pjevačem Stjepanom Đimijem Stanićem. Tu ju je zamjetio istočno njemački glazbeni manadžer i pozvao da nastupi uz Ivu Robića na Leipziškom sajmu kao predstavnica Jugoslavije. U Njemačkoj je snimila prvu ploču. Od kraja 1958. nastupa po noćnim barovima tada mondenog Bejruta s istim orkestrom Pet Adrijatika. 
Nakon povratka u Jugoslaviju, Lola je imala zapažene nastupe na tadašnjim brojnim festivalima zabavne glazbe.
Godine 1961. pobijedila je na Opatijskom festivalu s pjesmom Alfonsa Vučere; Jednom u gradu ko zna kom, u alternaciji s Anicom Zubović. Zatim je pobijedila 1962. godine na Zagrebačkom festivalu, s pjesmom skladatelja Alfonsa Vučera,  Ti nisi došao (u alternaciji je tu pjesmu izvela Gabi Novak). Taj njen finalni nastup bio je antologijski, jer se Lola rasplakala (zbog sasvim drugih razloga),- ali to je publiku toliko impresioniralo da joj je gotovo jednoglasno dodijelila prvu nagradu.
Godine 1962. bila je predstavnica Jugoslavije na Pjesmi Eurovizije sa skladbom Jože Privšeka i Drage Britvića;  Ne pali svetla u sumrak, i osvojila 4. mjesto.  1963. bila je na šestomjesečnoj turneji po Japanu gdje je nastupila u preko 40 televizijskih emisija.
Godine 1964. osvojila je prvo mjesto na međunarodnom festivalu zabavne glazbe u Rimu sa skladbom Duška Vidaka Ulica četiri fontane.
Preminula je 3. travnja 2016.

## Diskografija

### Singl i EP ploče
- Babalu, Alisa u zemlji čudesa (1957., Decca, Leipzig, 7" Single)
- Mustafa, Ko zna, Niko kao ti, Ljubav, ah, ljubav  (1960. Jugoton, 7" EP 30077)
- Nije Ljubomora (Mascheroni: Tango Della Gelosia), Rozali (Nowa, Menke, Luth : Rosalie), Pesma Arlekina (Giraud: L'Arlequin De Tolede), Millet: Valentino  (1962. Jugoton, 7" EP)
- Svitanje (Stjepan Mihaljinec),  xxx (xxx) (1961. Jugoton, 7" Single SY 1166)
- Priča jedne ljubavi, Ne ostavljaj me samu (1962. Jugoton, 7" Single SY-1182)
- Beli bagrem, Zaborav (1962. PGP-RTB, 7" Single EP 17 140)
- Ostavljaš Me Samu (Grossi, Casadei: M' Hai Lasciato Sola), Igra Torera (Bindi: Appuntamento a Madrid), Deca Pireja (Hadjidakis: Les enfants du Piree), Noć bez snova (D'Anzi: Notturno senza luna)  (1961., Jugoton, 7" EP)
- Priča Jedne Ljubavi (Almaran: Historia de un amor),  Srebrić: Ne ostavljaj me samu (1961., Jugoton, 7", Single)
- Ostavljaš me samu (M' hai lasciato sola), Igra torera (Appuntamento a Madrid), Deca Pireja (Les enfants du Piree), Noć bez snova (Notturno senza luna) -San Remo '61(1961. Jugoton, 7" EP 3105)
- Nije ljubomora (Tango della gelosia), Rozali (Rosalie), Pesma arlekina (L'arlequin de tolede), Valentino (1962. Jugoton, 7" EP 3127)
- Seti se, Samo časak, Gringo, Mlada ljubav  (1963. PGP-RTB, 7" EP 185)
- M. Vaucaire (V. Jakovljević): Ne, Ne žalim ni za čim (Non, je ne regrette rien), V. Pallavicini: Wini - Wini, C. Pace: Romantična pesma (Canzonetta romantica), B. L. Chotas: Jesi li siguran (Are you sure)  (1963. PGP-RTB, 7" EP)
- Matador (. Burgess, J. Bowers: El Matador), U srcu kamarge (R. Jollet: Au coeur de la Camargue), Tvoje zbogom (Giraud, Dorsey, de la Delanoé: Ton adieu), Bosa nova (B. Mann, C. Weil: Blame It on the Bossa Nova) (1964. PGP-RTB, 7" EP 50187)
- Ne, ne žalim ni za čim, Wini - wini, Romantična pesma, Jesi li siguran (1964. PGP-RTB, 7" EP 186)
- Kap Veselja (C. Sanches: Gotazon Apasinado), Topli Dani (Bazzocchi, Meccia: I Giorni Caldi), Kakav Dan (Watts/Mosley : Oh! What A Day), Livingston/Evans: Tammy  (1965. PGP-RTB, 7" EP 50189)
- Mama, mama, Svi moji dani, Letnja igra, Zlatokosa (1966. PGP-RTB, 7" EP 50195)
- Tišina (Il silenzio), Ti si taj (Tu sei quello), Mali dečak (Donna, Donna), Taj dom je prazan (Lady of the House) (1966. PGP-RTB, 7" EP 50194)
- Tamburino, ciao..., Vi niste znali (Voi non sapete), Zašto uvek ja da budem kriva (Perche io), Prošlost se vratila (The World We Knew) (1968. PGP-RTB, 7" EP 50115)
- Znam zašto živim (Vaš šlager sezone '72), Posle tebe (Après toi) (Evrovizija '72), B1 Malo tražim, Kao ljubičice (Come le viole (Sanremo '72) (1972. PGP-RTB, 7" EP 52003)
- Duga topla noć (Beogradsko proleće '73), Istina je (1973. PGP-RTB, 7" Single SF 52558)
- Misli na mene, Obala ljubavi (1973. PGP-RTB, 7" Single S 51 609)
- Harmonika, Tiše, tiše (1981. PGP-RTB, 7" Single 1120611)

### Albumi
- 1000000 želja (1975. PGP-RTB, LP 5294) (Dignimo čaše, Duga topla noć, Jednom se živi, Milion želja, Voli me sad, B1 Dunave, Dunave, Istina je, Malo tražim, Reka suza, Ljubi me, Život je kratak)
- Lola (1974., PGP-RTB, LP 5233) (Don Žuan, Smiri se srce, Veruj mi, Ptica,  Eldorado, Povratak, Kap veselja, Misli na mene, Put detinjstva, Tišina,  Nestvarna priča, B6 Koliko te volim)

## Vanjske poveznice
- Lola Novaković na portalu IMDb
- Lolin nastup na Euroviziji sa youtuba